# Eucrostes solivaga
Eucrostes solivaga är en fjärilsart som beskrevs av Claude Herbulot 1972. Eucrostes solivaga ingår i släktet Eucrostes och familjen mätare. Inga underarter finns listade i Catalogue of Life.